# Fritz Pollard
Frederick Douglass Pollard, detto Fritz (Chicago, 27 gennaio 1894 – Silver Spring, 11 maggio 1986), è stato un giocatore di football americano e allenatore di football americano statunitense nella National Football League (NFL). È stato il primo allenatore afroamericano della lega e assieme a Bobby Marshall il primo giocatore di colore. È stato inserito nella Pro Football Hall of Fame nel 2005.

## Carriera professionistica
Pollard iniziò la carriera professionistica con gli Akron Pros, guidandoli alla vittoria del campionato NFL (APFA) nel 1920. Nel 1921 divenne anche co-capo-allenatore degli Akron Pros, mantenendo tuttavia anche il suo ruolo come running back. Giocò anche per Milwaukee Badgers, Hammond Pros, Gilberton Cadamounts, Union Club of Phoenixville e Providence Steam Roller. Alcune fonti indicano anche che Pollard servì come co-allenatore dei Milwaukee Badgers con Budge Garrett per parte della stagione 1922. Allenò inoltre i Gilberton Cadamounts, una formazione non facente parte della NFL.
Pollard, assieme agli altri nove giocatori afro-americani della NFL all'epoca, fu rimosso dalla lega alla fine della stagione, senza farvi più ritorno. Passò in seguito del tempo ad organizzare formazioni per giocatori di colore come i Chicago Black Hawks nel 1928 e gli Harlem Brown Bombers negli anni trenta.

## Palmarès
- Campione NFL (1920)
- First-team All-Pro (1920)
- Pro Football Hall of Fame (classe del 2005)
- College Football Hall of Fame

## Statistiche
| Partite totali | 59 |
| Touchdown      | 16 |